# Eduardas Eismuntas
Eduardas Eismuntas (ur. 15 marca 1932 w Kownie, zm. 2019) – szef KGB Litewskiej SRR (1987-1990); generał major.

## Życiorys
Po ukończeniu 1949 szkoły rzemieślniczej w Kownie pracował w typografii, od 27 marca 1950 w organach bezpieki, słuchacz szkoły MGB w Wilnie, od 28 marca 1952 porucznik, od 1952 pełnomocnik operacyjny Wydziału "2-N" Zarządu MGB obwodu kowieńskiego, od 1 lipca 1953 starszy pełnomocnik operacyjny Oddziału 4 Wydziału MWD w Kownie, od 20 października 1954 starszy porucznik bezpieczeństwa państwowego. Od 27 grudnia 1954 pracownik wywiadu KGB Litewskiej SRR, 17 grudnia 1957 awansowany na kapitana, a 30 września 1964 na majora, 1966-1968 słuchacz wyższej szkoły wywiadu KGB, później pracował w kontrwywiadzie ideologicznym KGB, od 20 sierpnia 1971 szef Oddziału 1 Wydziału 5 KGB, 26 kwietnia 1974 mianowany podpułkownikiem, w 1977 na wyższych kursach KGB w Mińsku, od 10 marca 1978 zastępca szefa Wydziału 5 KGB Litewskiej SRR, 26 maja 1979 awansowany na pułkownika. Od 23 sierpnia 1978 do 12 kwietnia 1982 zastępca szefa Wydziału 2 Zarządu 5 KGB ZSRR, od 12 kwietnia 1982 do 17 kwietnia 1987 szef Wydziału 3 Zarządu 5 KGB ZSRR, 1987-1990 przewodniczący KGB Litewskiej SRR, od 31 października 1987 w stopniu generała majora. Od 1987 deputowany do Rady Najwyższej Litewskiej SRR.